# 王牌大賤諜2
是一部1999年的美國間諜喜劇电影，由傑·洛奇執導，本片是整個電影系列的第二部作品。本片的監製和編劇麥克·邁爾斯主演，他飾演Austin Powers、邪惡博士和Fat Bastard。其他演員有海瑟·葛拉罕、麥可·約克、勞勃·韋納、塞思·格林和伊莉莎白·赫莉。
本片的續集是《凸務之王決戰金大支》（2002年）。

## 演員
- 麥克·邁爾斯 飾 Austin Powers（英语：Austin Powers (character)）、邪惡博士、Fat Bastard（英语：Fat Bastard）
- 海瑟·葛拉罕 飾 Felicity Shagwell
- 麥可·約克 飾 Basil Exposition
- 勞勃·韋納 飾 Number 2（英语：Number 2 (Austin Powers)）
- 羅伯·勞 飾 年輕的Number 2
- 明迪·斯特林（英语：Mindy Sterling） 飾 Frau Farbissina（英语：Frau Farbissina）
- 塞思·格林 飾 Scott Evil（英语：Scott Evil）
- 威勒·特耶 飾 Mini-Me（英语：Mini-Me）
- 伊莉莎白·赫莉 飾 Vanessa Kensington（英语：Vanessa Kensington）
- 吉兒·卡荻絲（英语：Gia Carides） 飾 Robin Spitz-Swallows
- 韋·費路 飾 Mustafa
- 提姆·羅賓斯 飾 President
- 伍迪·哈里遜 飾 本人

## 製作
本片的主體拍攝於1998年11月9日開始，於洛杉矶取景。

## 外部連結
- 互联网电影数据库（IMDb）上《王牌大賤諜二部曲：時空賤諜007》的资料（英文）
- 豆瓣电影上《王牌大賤諜二部曲：時空賤諜007》的資料 （简体中文）
- 爛番茄上《王牌大賤諜二部曲：時空賤諜007》的資料（英文）